# Gerald Wiesner
Gerald William Wiesner OMI (ur. 25 czerwca 1937 w Denzil) – kanadyjski duchowny katolicki, biskup Prince George w latach 1992-2013.

## Życiorys
Święcenia kapłańskie otrzymał 23 lutego 1963 w zgromadzeniu misjonarzy oblatów Maryi Niepokalanej.
6 października 1992 papież Jan Paweł II mianował go ordynariuszem Prince George w metropolii Vancouver. 3 stycznia 2013 przeszedł na emeryturę.